# دریاچه جیلی
دریاچه جیلی (چینی: 吉力湖) یک دریاچه در استان سین‌کیانگ کشور چین است.